# Jean-Baptiste Binon
Pour les articles homonymes, voir Binon.
Jean-Baptiste Binon, né à Lyon en 1775 et mort en 1875, est un sculpteur français, actif aux États-Unis au début du XIXe siècle.

## Biographie

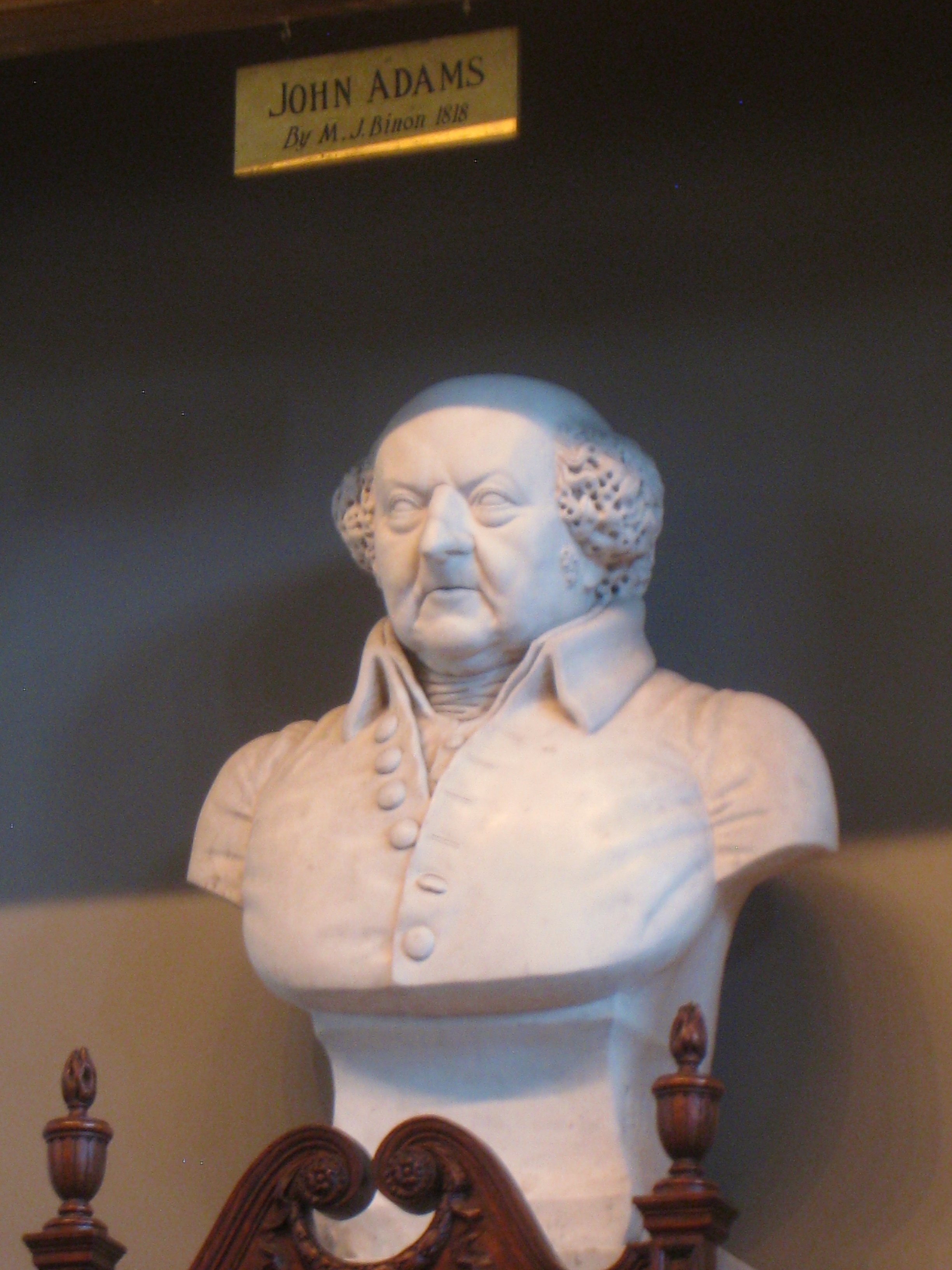
Buste de John Adams (1818), Boston, Faneuil Hall.

Élève de Joseph Chinard, Jean-Baptiste Binon arrive aux États-Unis en 1818 après avoir étudié huit ans en Italie. Installé à Boston, où il devient le premier professeur d'Horatio Greenough, il réalise le buste de George Washington, considéré comme la première œuvre de ce genre à avoir été sculptée aux États-Unis, et celui de l'ancien président John Adams. Ce buste de marbre ayant été acquis par 215 souscripteurs pour être exposé au Faneuil Hall, Binon prévoit d'en commercialiser des répliques en plâtre.
Ayant écrit à Adams en février 1819, pour l'entretenir de son idée, il reçoit de l'homme politique une réponse peu encourageante : « J'ai reçu votre courtois envoi du 3 février. J'ai bien peur que vous ne soyez engagé dans des spéculations qui ne vous seront jamais profitables. L'âge de la sculpture et de la peinture n'est pas encore arrivé dans ce pays, et j'espère qu'il n'arrivera pas de sitôt. Les artistes ont fait ce qu'ils ont pu avec mon visage et mes yeux, ma tête et mes épaules, ma stature et ma silhouette et ils en ont en fait des monstres dignes d'être exhibés, comme Arlequin ou Punch. Ils continueront ainsi aussi longtemps qu'il leur en plaira. Je ne donnerai pas six sous pour un tableau de Raphaël ou une sculpture de Phidias. Je suis certain que vous ne trouverez pas d'acquéreurs pour votre buste et je suis par conséquent désolé de vous voir engagé dans une si vaine spéculation, d'autant que je vous crois grand artiste et homme aimable. »
Des copies en plâtre du Adams de Binon ont néanmoins été acquises par plusieurs amateurs, comme Thomas Jefferson, La Fayette ou encore le propre fils du modèle, John Quincy Adams. Ce dernier écrivit dans son journal, le 30 mars 1829, alors qu'il venait de poser pour le sculpteur Luigi Persico : « Je regrette qu'il n'y ait aucun buste de mon père, réalisé de son vivant, qui puisse être considéré comme une œuvre d'art. Celui de Binon, à présent au Faneuil Hall, n'est pas mauvais, mais il l'a représenté avec une veste à haut col qui donne l'impression qu'il n'a pas de cou. »
Binon réalise également le buste de quelques notables bostoniens, tels que le général Henry Dearborn. Déçu par la rareté des commandes, il quitte les États-Unis pour l'Italie en 1824.